# Euxoa luteomaculata
Euxoa luteomaculata là một loài bướm đêm trong họ Noctuidae.